# Niddapark

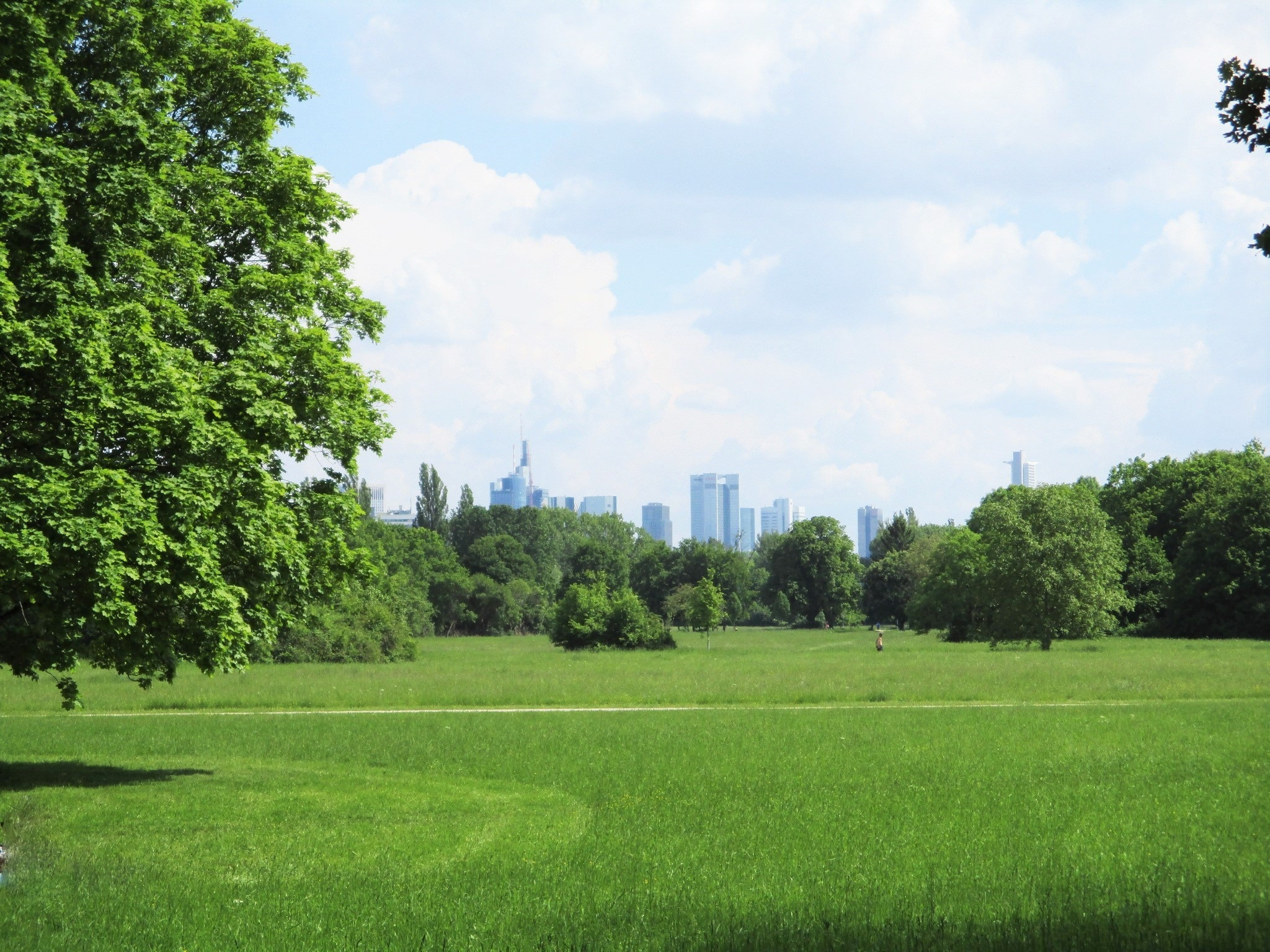
Volkspark Niddatal

Der Volkspark Niddatal (kurz Niddapark) ist mit 168 Hektar die größte und meistbesuchte Grünanlage in Frankfurt am Main und nach dem Stadtwald Frankfurts zweitgrößte Grünfläche. Namensgeber ist der Fluss Nidda, der ihn im Norden durchfließt. Der Niddapark ist dem Charakter nach eine weitläufig naturnahe Auenlandschaft. In Erinnerung an die Bundesgartenschau 1989 heißt er im Frankfurter Volksmund auch BUGA-Gelände. Der Park und die Bundesgartenschau wurden konzipiert vom Landschaftsarchitekten Norfried Pohl. Seit 1991 ist der Niddapark ein Bestandteil des Frankfurter Grüngürtels.

## Lage und Verkehrsanbindung

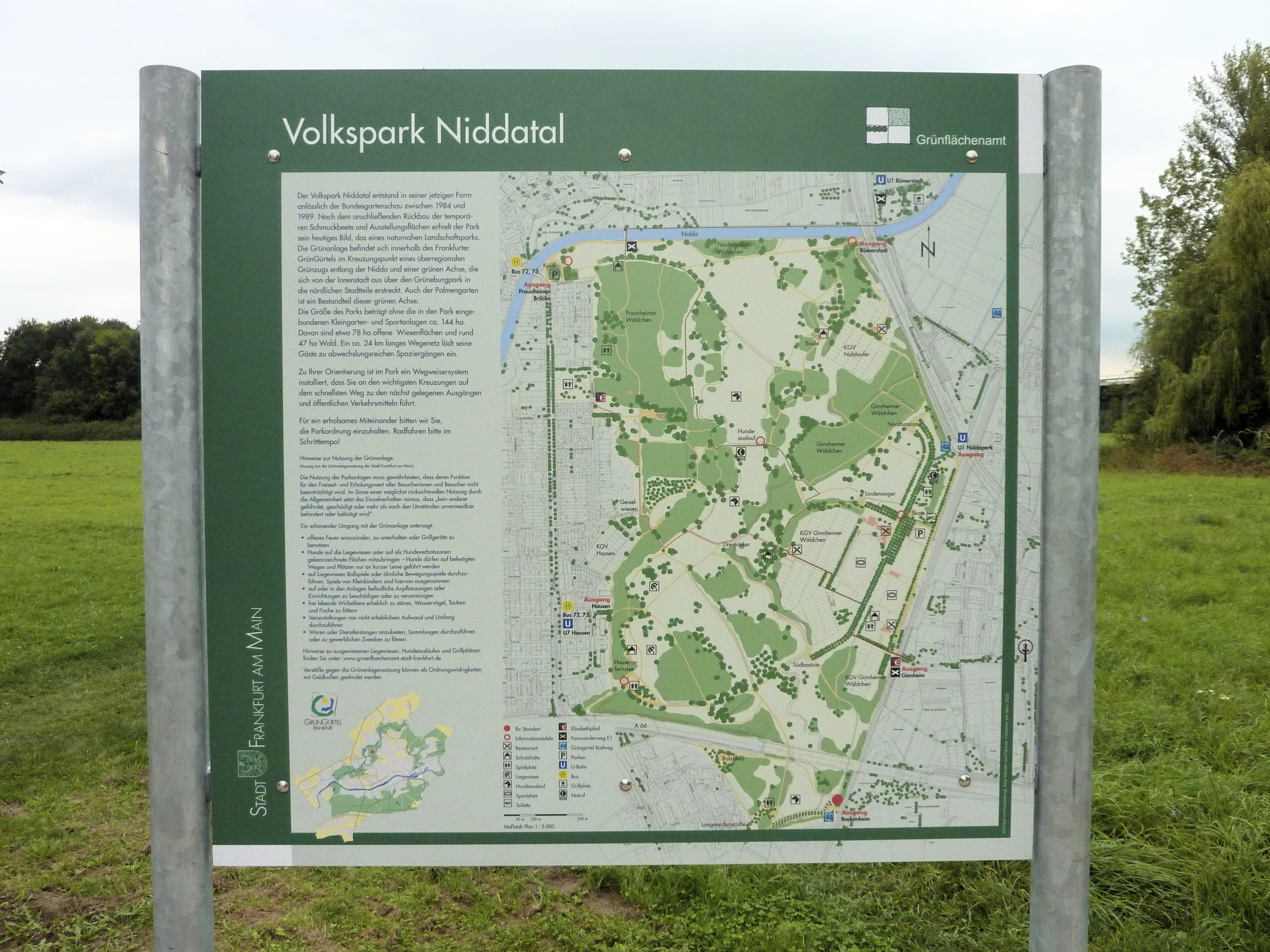
Lageplan und Parkordnung 2011

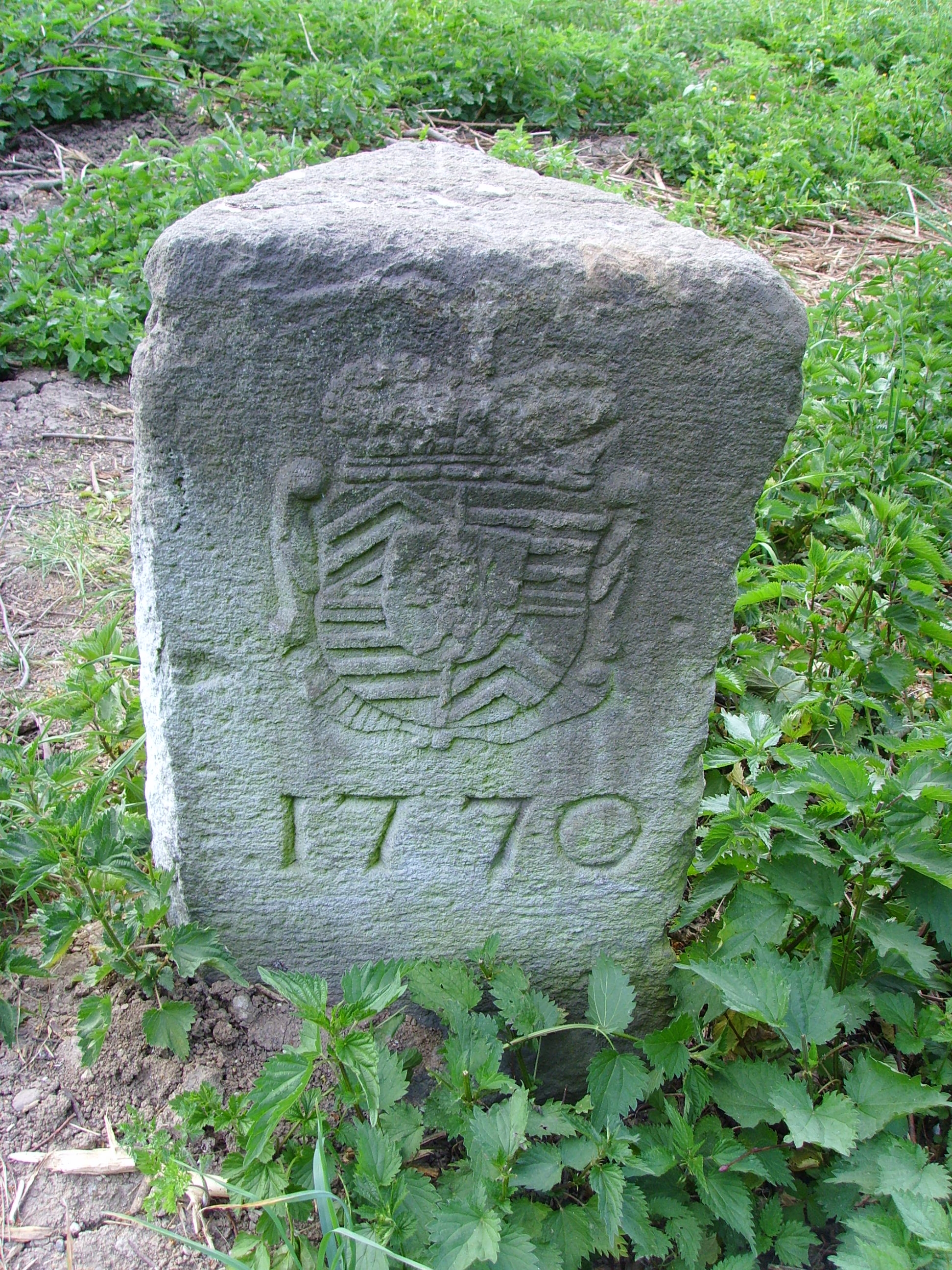
Historischer Grenzstein von 1770 (Dreimarkstein) der Gemarkungen Praunheim, Hausen und Ginnheim mit dem Wappen der Hessen-Kasselschen Sekundogenitur Grafschaft Hanau

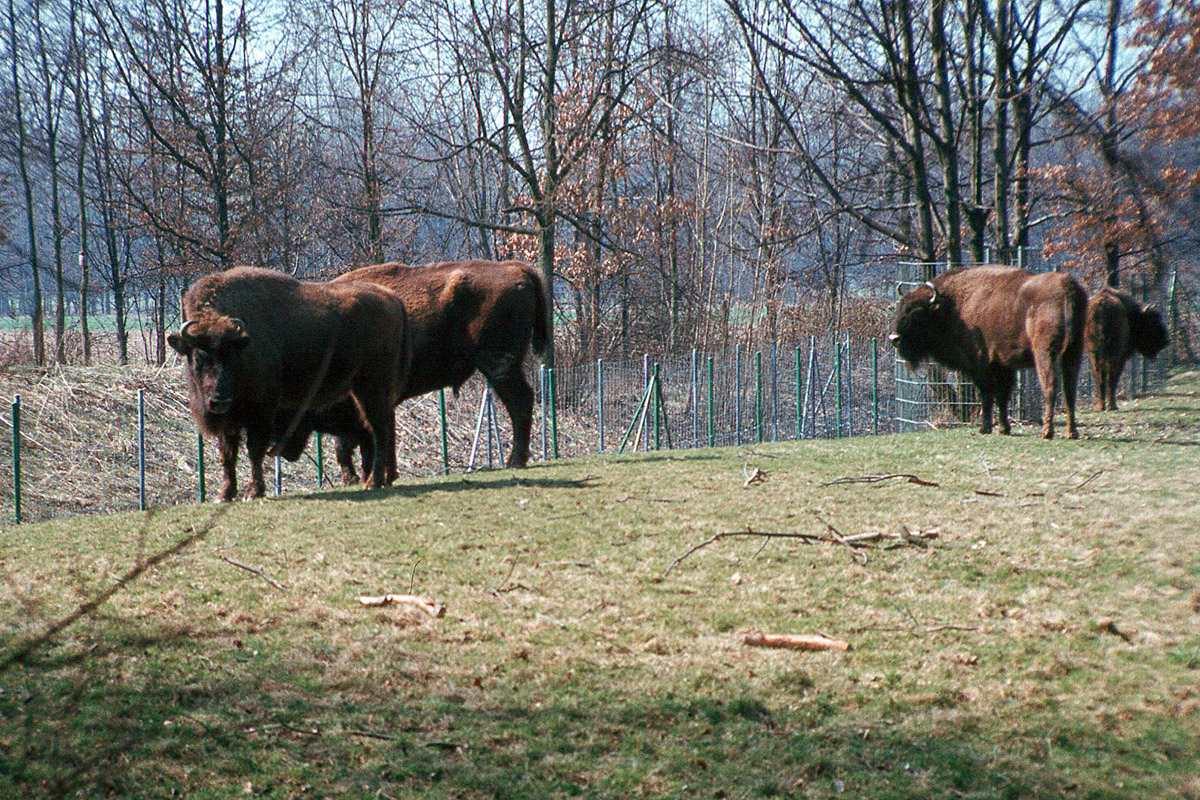
Wisentgehege beim Ginnheimer Wäldchen. Um 1980 war die Frage: Niddazoo oder Niddapark?

Die Nidda umfließt Frankfurts Innenstadt von Nordosten kommend im Norden und Westen und mündet nahe dem Stadtteil Höchst in den Main. Damit liegt der Niddapark im Nordwesten des Frankfurter Stadtgebietes. Er liegt rund fünf Kilometer vom Zentrum entfernt auf den Gemarkungen von Praunheim, Ginnheim, Bockenheim und Hausen. Im Norden grenzt er an die Siedlung Römerstadt in Heddernheim. Er ist Teil des Landschaftsschutzgebietes Grünzüge und Grüngürtel in Frankfurt am Main.
Direkt an den Park grenzen mehrere Schulen und andere öffentliche Einrichtungen: die Hermann-Luppe-Schule an der Nordwestecke des Parks, die Geschwister-Scholl-Schule an der Nordostecke, der Neue Friedhof Bockenheim und das Markus-Krankenhaus im Osten, das Institut für Sportwissenschaften im Südosten, das Elisabethenkrankenhaus und das Pflanzenschutzamt im Süden. Im südlichsten Teil grenzen unter anderem die Sportanlagen des Instituts für Sportwissenschaften der Goethe-Universität an. Durch die ehemaligen Niddaauen verläuft die Trasse der Main-Weser-Bahn. Die Grünanlagen östlich von ihr sind mit dem Niddapark durch Unterführungen verbunden, die im Westen der Nidda durch drei Brücken.
Im ÖPNV ist der Park von Westen her durch die U-Bahn-Linie U6 (Haltestelle Hausen) erreichbar, vom Nordwesten her durch die Buslinien 72/73 (Haltestelle Praunheimer Brücke), vom Norden her durch die Buslinie 60 (Haltestelle Am Alten Schloß), von Osten her durch die S-Bahn-Linie S6 (Haltepunkt Ginnheim) und die U-Bahn-Linien U1 und U9 (Haltestelle Ginnheim/Niddapark) sowie von Süden her durch die U-Bahn-Linie U6 (Haltestelle Große Nelkenstraße).
Für den motorisierten Individualverkehr gibt es Parkplätze unter anderem am Ginnheimer Rand sowie bei der Praunheimer Brücke.
Durch den Niddapark verläuft nord-südlich ein Abschnitt des Grüngürtel-Radrundweges. Ein Teil des Grüngürtel-Rundwanderweges führt am nördlichen Rand des Parkgeländes entlang. Der Niddapark wird außerdem vom Europäischen Fernwanderweg E1 sowie vom Frankfurter Elisabethpfad durchquert. Die Wege sind ausgeschildert.

## Vorgeschichte

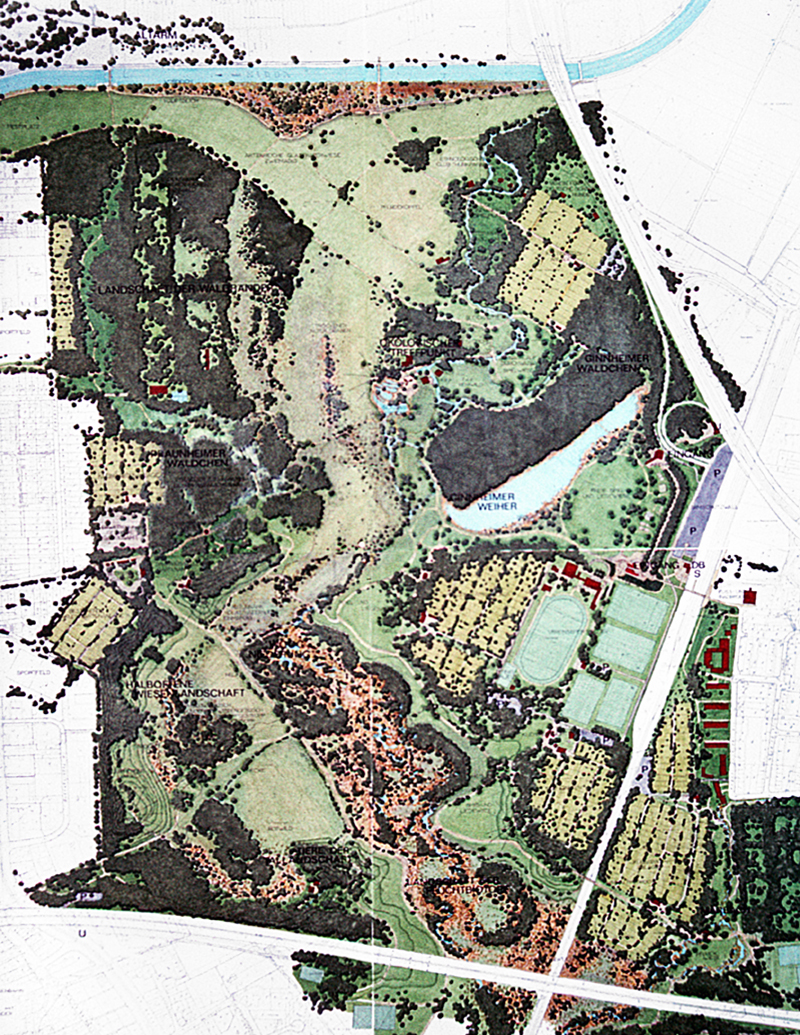
Der 1. Preis des Ideenwettbewerbs zur Planung des Niddaparks, Thema Natur in der Stadt. 1982

Die ersten Ideen, in den im Nordwesten Frankfurts gelegenen Nidda-Auen einen Park anzulegen, sind für 1914 nachweisbar. 1927 begradigte und bedeichte man die Nidda zum Schutz gegen Überschwemmungen. In den folgenden Jahrzehnten  blieben die Nidda-Auen überwiegend Acker- und Brachland. In der Zeit des Nationalsozialismus war hier das Hauptgelände des Reichsarboretums vorgesehen. Nach dem Zweiten Weltkrieg waren knapp 70 Prozent des heutigen Parkgeländes in Privatbesitz.
In den 1960er-Jahren hatte sich die Stadt Frankfurt erfolgreich um die Ausrichtung der Bundesgartenschau 1969 beworben. Sie traf erste bauliche Maßnahmen mit der Errichtung von Künstlerhäusern und dem Aufschütten eines langgestreckten Damms im Südwesten des heutigen Parks, der ein Sägewerk und andere industrielle Kleinbetriebe verdeckte. Aus finanziellen Gründen sagte die Stadt 1965 ab.
In den 1970er-Jahren stellte der in der Innenstadt gelegene Frankfurter Zoo Flächenansprüche. Er baute westlich des Ginnheimer Wäldchens einen Ponyhof, ein Wisent- und ein Rotwild-Gehege, womit er 1975 feierlich den Niddazoo eröffnete. Für den Zoo war das ein erster Schritt auf dem Wege zu einer etwa 100 ha großen Außenstelle. Der Zoo hatte einen ausgearbeiteten Plan und grünes Licht von der Stadtverordnetenversammlung. Befürworter der alten Parkidee sahen in ihm eine Bedrohung und brachten erneut den Wunsch nach einer Bundesgartenschau ins Spiel. Die Stadt bewarb sich schließlich Ende der 1970er-Jahre in einem Kompromiss unter dem Motto Natur in der Stadt erfolgreich um die Ausrichtung der Bundesgartenschau 1989. Es sollte ein Park angelegt werden mit einem an ihn anschließenden, ersten Bauabschnitt des Niddazoos.

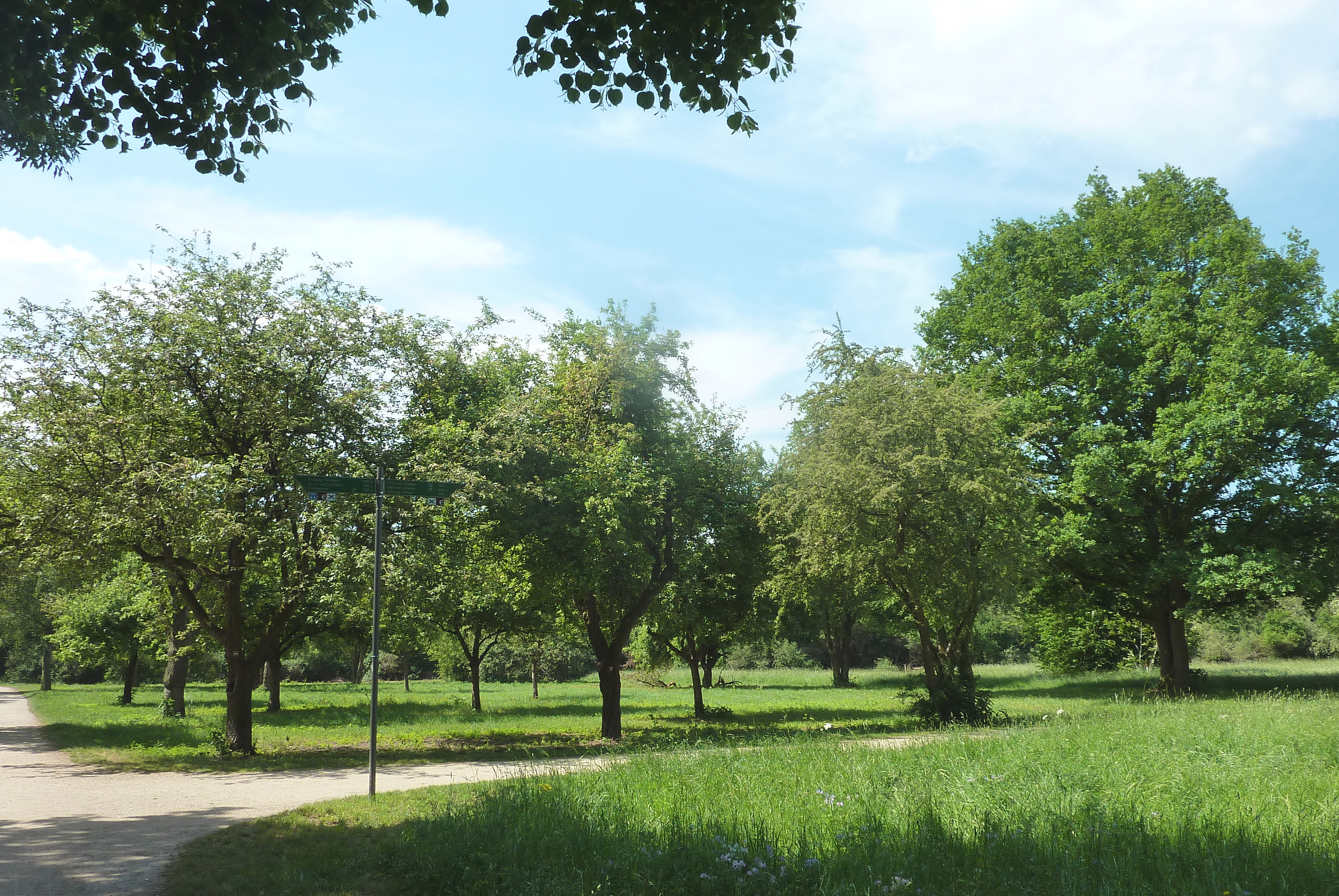
Streuobstwiese
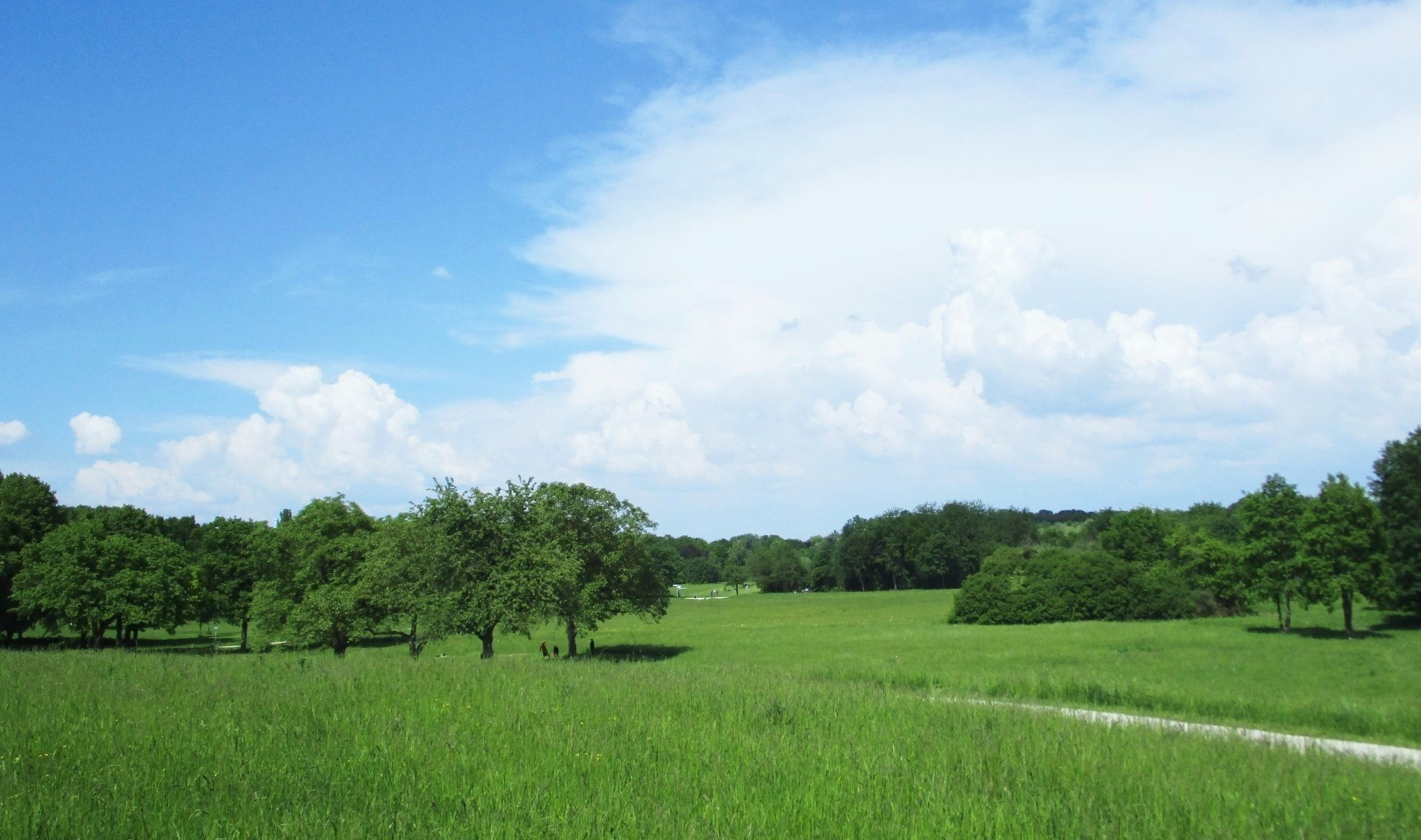
Blick von der Hausener Terrasse
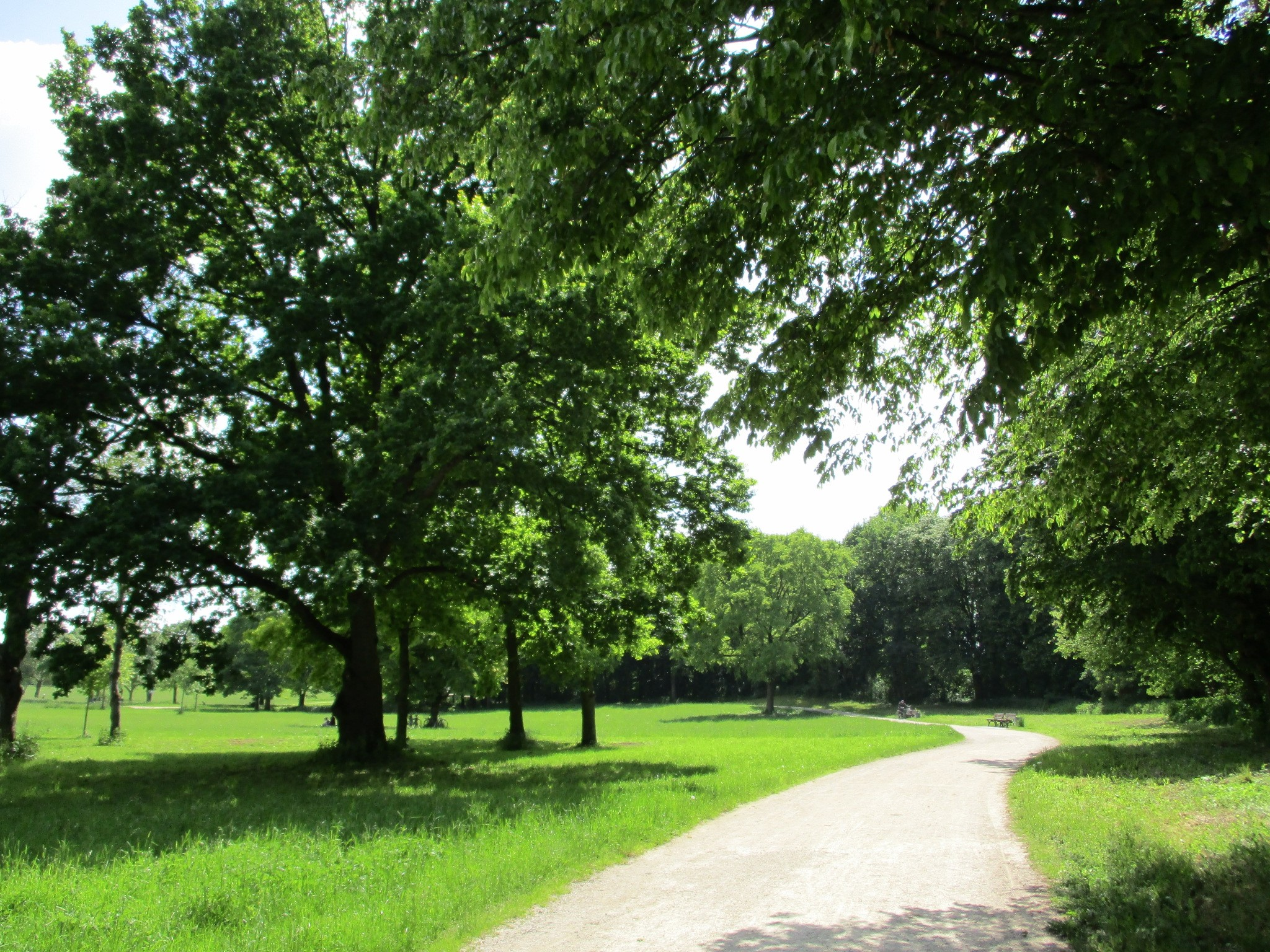
Weg zur Hausener Terrasse und Ausgang Hausen
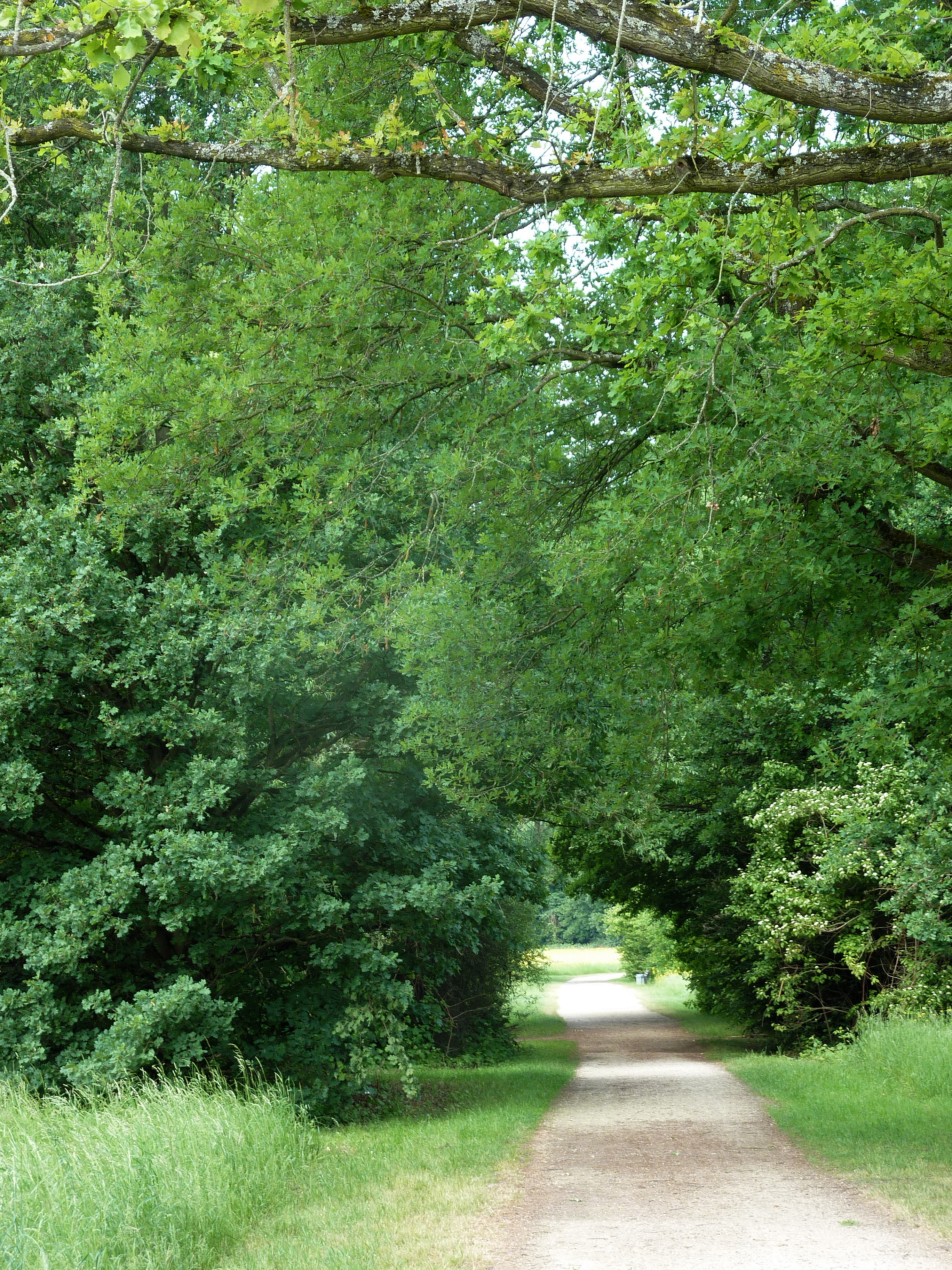
Niddapark – Gehölzweg
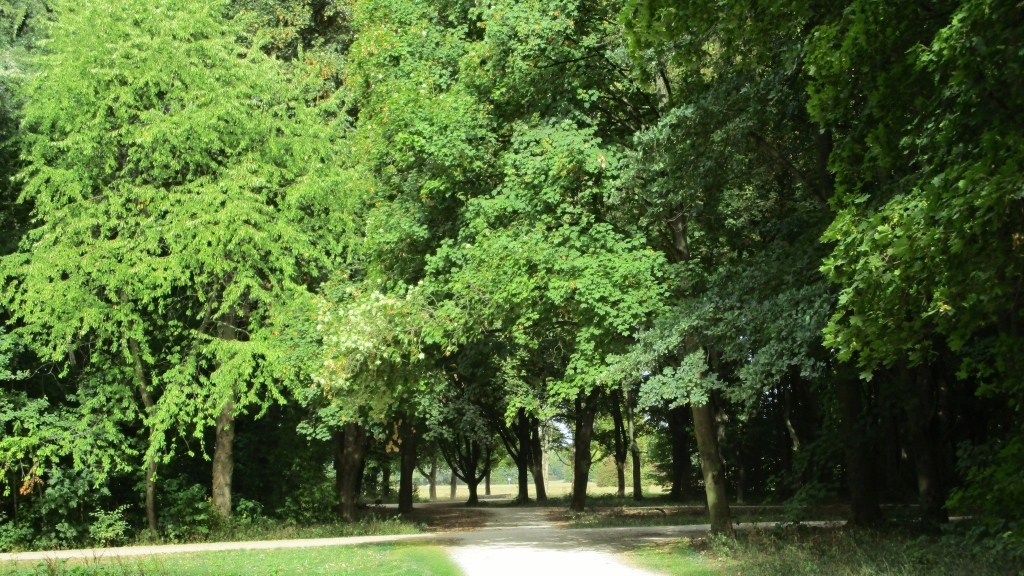
Niddapark

## Entstehung
1980 gründeten die Stadt Frankfurt und der Zentralverband Gartenbau die Bundesgartenschau Frankfurt am Main 1989 GmbH, die den Auftrag bekam, den Niddapark und die Bundesgartenschau zu realisieren. Es ging um den Park, während die Gartenschau für die Stadt, wie es Oberbürgermeister Walter Wallmann 1982 nannte, nur ein willkommenes „Mittel zum Zweck“ war. 1981 schrieb die Stadt einen bundesweiten Ideenwettbewerb für Landschaftsarchitektur-Büros aus, in dem der Zoo praktisch keine Rolle mehr spielte. Der Berliner Landschaftsarchitekt Norfried Pohl gewann den 1. Preis. Grundgedanke seines Konzeptes war es, in der weitläufigen Mitte des Parks der Natur so viel wie möglich Raum zu geben und die Ränder mit diversen Freizeiteinrichtungen zu versehen. Pohl bekam bald darauf in Arbeitsgemeinschaft mit dem Sulzbacher Kollegen Werner Kappes von der GmbH die nötigen Aufträge für Planung und Bau von Park und Gartenschau. Der Bau des Parks begann 1984, die Einrichtung der Gartenschau 1986. Zur Eröffnung am 28. April 1989 waren beide fertiggestellt.

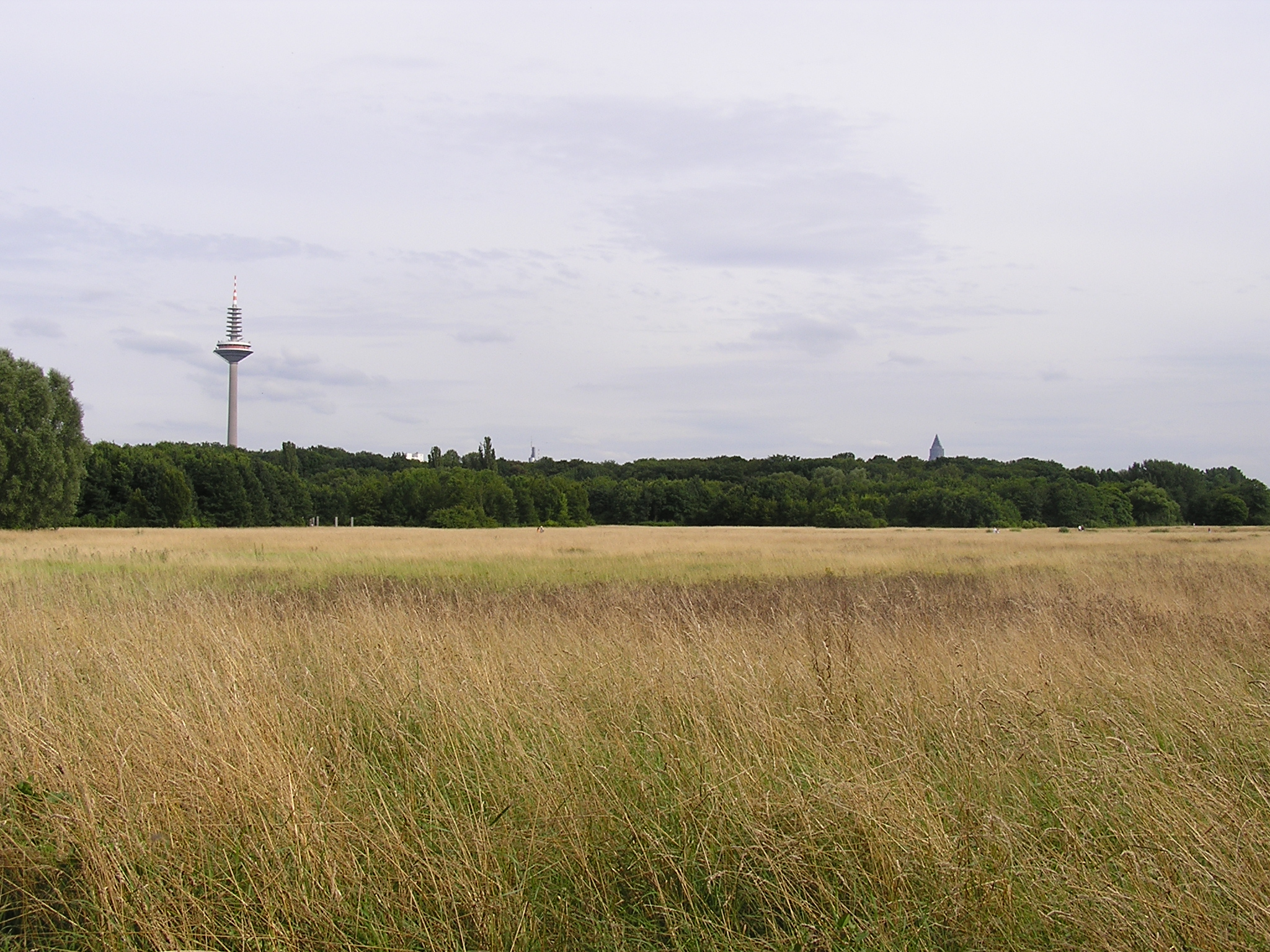
Weitläufige Wiesen im Niddapark. Im Hintergrund die Ginnheimer Randzone und der Europaturm

## Beschreibung
Mitten im Park ziehen sich von Norden nach Süden langgestreckte Wiesen durch das Niddatal. Auch kriechen hier aus dem Taunus kommende Kaltluftströme weiter Richtung Stadt, wo an kritischen Tagen Frischluftzufuhr unentbehrlich ist. Mit aus diesem Grunde ist die im Süden den Talraum querende Bundesautobahn 66 über eine Länge von 600 m auf Betonpfeilern aufgestelzt. Die weitläufigen Talräume bilden die Kernzone, das Herz des Parks, und verleihen ihm seinen naturnahen Charakter. Östlich und westlich der Kernzone hat der Park zwei baumreiche Randzonen, an denen die Eingänge liegen. Zur östlichen Randzone an der Ginnheimer Seite gehören das alte, etwa neun Hektar große Ginnheimer Wäldchen, eine Lindenallee, öffentliche Spielplätze, ein Fitnessparcours sowie Sport- und Kleingartenanlagen. Zur westlichen Randzone an der Hausen-Praunheimer Seite gehört das junge Praunheimer Wäldchen, in dem eine Trinkwassergewinnungsanlage (Wasserwerk Praunheim III) liegt. Es korrespondiert mit dem gegenüber liegenden, alten Ginnheimer Wäldchen. Nahe dem Hausener Eingang liegen die Hausener Terrasse und eine kleine Anhöhe mit Aussicht auf den zentralen Talraum.

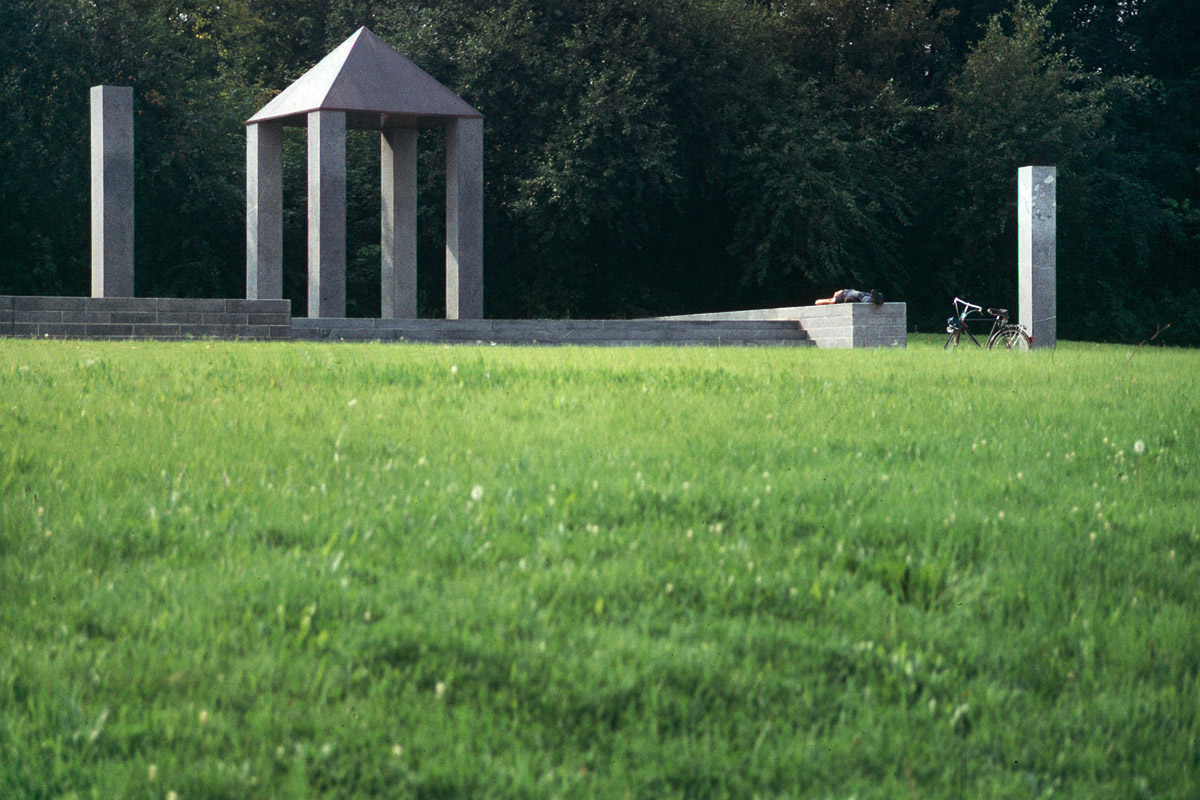
Aussichtsplatz im Niddapark während der BUGA 1989

- Architektonisch gestaltete Plätze In den beiden Parkrandbereichen tragen zwölf Plätze mit ihrer markanten Architektur zur Unverwechselbarkeit und zur Einheitlichkeit des Niddaparks bei. Sie sind mit ihren monolithischen Stelen[20] gleichsam Ausrufezeichen im Park, die dem Besucher helfen, sich zu orientieren. Die „fast archaisch anmutende Gestalt“ dieser steinernen Zeitzeugen weise, so Landschaftsarchitekt Pohl, auf lange Zeiträume, in denen sich die evolutionsgeschichtlich hoch entwickelte Pflanzen- und Tierwelt im Park permanent wandelt und verändert.[21] Die ausgesprochen geometrisch entworfenen Architekturen der Plätze werden auch als künstlerische Großplastiken bezeichnet.[22]

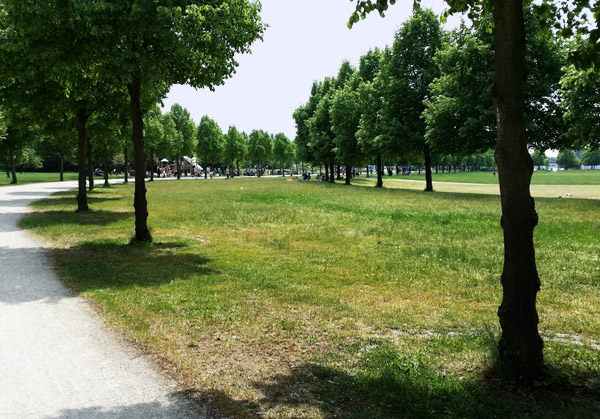
Die Lindenallee 2015. Sie ist im nördlichen Teil dreireihig

- Lindenallee mit Bastionen Die 900 m lange, mit etwa 300 Kaiserlinden bestandene Allee[18] verbindet und gliedert die anliegenden Spielplätze und Sport- und Kleingartenanlagen. Sie hat an ihren Enden und in der Mitte drei Bastionen, von denen aus man, genau wie von den Bastionen der Römerstadt aus, auf die Talräume der Niddaaue schaut. Sie sind im Übrigen wie die anderen Plätze gestaltet.
- Spiel-, Sport- und Kleingartenanlagen In den Randbereichen gibt es von vielen Baumgruppen begleitete öffentliche Spielplätze, Parkplätze, einen Fitnessparcours und die privat genutzten, zusammen 25 ha großen Kleingarten- und Sportanlagen einiger Vereine.[23]
- Wege Das rund 20 km lange Wegenetz liegt vor allem in den beiden Randzonen.[23] Die Kernzone wird nur an wenigen Stellen durchquert. Die Wege sind breit genug für die gleichzeitige Benutzung durch Fußgänger, Jogger und Radfahrer.

## Entwicklung
Nicht der Niddapark als solcher, wohl aber die Bundesgartenschau war seit Beginn der achtziger Jahre umstritten. Es kam zu langjährigen politischen Auseinandersetzungen zwischen Befürwortern und Gegnern (Gegner hauptsächlich SPD und Grüne Partei), welche auch die Wahlen zu den Stadtverordnetenversammlungen beeinflussten. Nach Ende der Gartenschau wurden wie geplant ihre Bestandteile zurückgebaut. Vom ursprünglichen Konzept der Landschaftsarchitekten wurde bei der weiteren Gestaltung des Parks teilweise abgewichen. So wurde z. B. ein zentral gelegener, in einem Folien- und Lehmbett angelegter Bach, der mittels Pumpen mit Wasser versorgt wurde und die artenreiche, auentypische Tier- und Pflanzenwelt revitalisieren sollte und auch kulturhistorisch motiviert war (er folgte dem Verlauf alter Wooggräben), mit der Begründung wieder zugeschüttet, er sei mit diesem Unterbau künstlich und passe so nicht in ein Landschaftsschutzgebiet. Außerdem bot man in der Mitte des Parks auf einer ausgedehnten Wiesenfläche eine Hundewiese mit der Möglichkeit des Hundeaufslaufs ohne Leinenzwang. Es wurden zusätzliche Wege und eine Streuobstwiese angelegt.
Nach zwei Jahrzehnten wurden 1,5 Millionen Euro in die Sanierung (Wege, Parkbänke, turnusmäßige Rodung von großflächigem Brombeergestrüpp etc.) investiert. Auch entstand 2013 bei Ginnheim für 475.000 Euro ein neuer Wasserspielplatz. Der Wasserspielplatz an der Hausener Terrasse war mit der Zeit nicht mehr technisch auf dem neusten Stand und wurde deshalb 2009 stillgelegt, abgebrochen und 2013 entsiegelt. Hier entstand ein neuer Spielplatz mit Turn- und Schaukelgeräten. Zum 25-jährigen Jubiläum 2014 waren die Anpflanzungen der 1980er-Jahre stattliche Gehölze geworden und der Pflegezustand wesentlich verbessert. Heute gilt der Park als eine grüne Oase für Fußgänger, Radfahrer, Jogger, Sonnenanbeter, Hundehalter und spielende Kinder.

## Graffiti-Galerie
Im Juli 2016 begannen Graffiti-Künstler in Workshops mit Kindern und Jugendlichen, die Beton-Säulen der Autobahnunterführung der A 66 zwischen Hausen und Bockenheim zu bemalen. Die Graffiti-Galerie wurde 2017 eröffnet. Dieses Projekt erfolgte in Zusammenarbeit mit dem Naxosatelier der kommunalen Kinder-, Jugend- und Familienhilfe. Bis Anfang 2019 wurden fast alle Säulen mit über 61 Bildern bemalt.

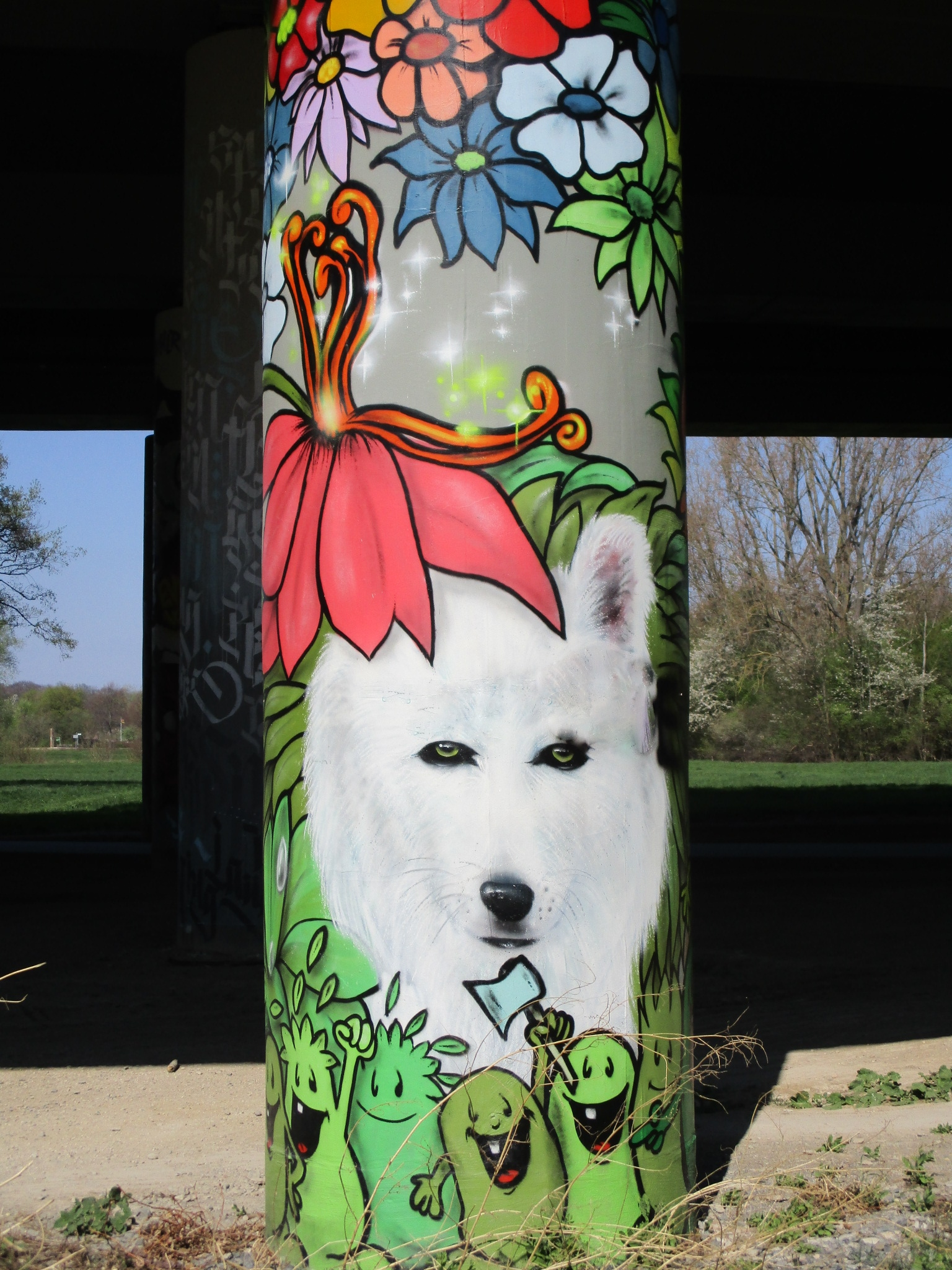
Graffiti-Galerie im Niddapark